# Millville (Wisconsin)
Millville es un pueblo ubicado en el condado de Grant en el estado estadounidense de Wisconsin. En el Censo de 2010 tenía una población de 166 habitantes y una densidad poblacional de 2,93 personas por km².

## Geografía
Millville se encuentra ubicado en las coordenadas 43°0′46″N 90°57′22″O / 43.01278, -90.95611. Según la Oficina del Censo de los Estados Unidos, Millville tiene una superficie total de 56.66 km², de la cual 54.86 km² corresponden a tierra firme y (3.18%) 1.8 km² es agua.

## Demografía
Según el censo de 2010, había 166 personas residiendo en Millville. La densidad de población era de 2,93 hab./km². De los 166 habitantes, Millville estaba compuesto por el 96.99% blancos, el 0% eran afroamericanos, el 1.2% eran amerindios, el 0% eran asiáticos, el 0% eran isleños del Pacífico, el 0.6% eran de otras razas y el 1.2% pertenecían a dos o más razas. Del total de la población el 1.2% eran hispanos o latinos de cualquier raza.